# Marco Porcio Catone Uticense
Marco Porcio Catone Uticense (in latino Marcus Porcius Cato Uticensis, detto anche Minor per distinguerlo dal suo avo Marco Porcio Catone, detto pertanto Maior; Roma, 95 a.C. – Utica, 12 aprile 46 a.C.) è stato un politico, militare, scrittore e triumvir monetalis romano.
Se si eccettua l'accusa, non verificata, di ebrius (ubriacone) mossagli da Gaio Giulio Cesare, l'Uticense è descritto persino dalle fonti a lui ostili e dai suoi più aspri nemici come una figura di somma rettitudine, incorruttibile ed imparziale, molto scomodo per i suoi avversari. È mostrato come il campione delle prische virtù romane per antonomasia, uomo fuori del suo tempo, citato ogni qual volta si volevano lodare (o anche sbeffeggiare, come in Marziale) i Romani dei tempi eroici.
Seguace della filosofia stoica e celebre oratore, Catone Uticense viene ricordato, oltre che per la sua caparbietà e tenacia, per essersi ribellato alla presa di potere da parte del suo rivale Cesare, preferendo il suicidio all'umiliazione di farsi graziare da Cesare e assistere alla fine dei valori repubblicani di Roma, che aveva sempre difeso.
Fu pronipote di Catone il Censore.

## Biografia

### Origini familiari
Il figlio di Marco Porcio Catone il Censore e di Salonina, Marco Porcio Catone Saloniano, ebbe due figli, il maggiore dei quali, Marco Saloniano il Giovane, sposò Livia, figlia di Marco Livio Druso, console nel 112 a.C. Da questo matrimonio nacque, oltre quel Marco, che sarà l'Uticense, Porcia. Da un precedente matrimonio di Livia con Quinto Servilio Cepione erano nati Servilia e Quinto Servilio Cepione. Quest'ultimo avrà una figlia anch'essa di nome Servilia. Pertanto Marco (il futuro Uticense) e Porcia, Servilia e Quinto Servilio Cepione, erano figli della stessa madre.
Dal matrimonio di Servilia (sorellastra dell'Uticense e amante di Gaio Giulio Cesare) con il tribuno della plebe Marco Giunio Bruto, nascerà Marco Giunio Bruto il futuro cesaricida, che sposerà la cugina Porcia (figlia di Catone). L'altra Servilia, nipote dell'Uticense, andrà sposa a Lucio Licinio Lucullo e verrà da questi ripudiata per la sua scandalosa condotta. Una menzione a parte merita la moglie dell'Uticense, Marcia, ceduta dallo stesso al famoso oratore Ortensio, ricchissimo, e ripresa in casa dopo la morte di quest'ultimo.

### Giovinezza e studi
Plutarco, nella sua raccolta di biografie intitolata Vite parallele, descrive il giovane Catone Uticense come un ragazzo molto composto e deciso, dal carattere imperturbabile, sia nel parlare che nelle attività fisiche. Data la sua modestia e il suo coraggio sviluppato nel corso degli anni, Catone stava lontano da chi tentava di adularlo e si dimostrava autoritario invece nei confronti di chi lo voleva intimidire; tuttavia non era un tipo violento e non si lasciava sopraffare dall'ira.
Sempre secondo Plutarco, Catone non sorrideva quasi mai e si rilassava solo in determinate occasioni.
Catone Uticense durante gli anni scolastici risultava essere molto più impacciato e duro di comprendonio rispetto ai suoi compagni, anche se aveva una grande capacità mnemonica. Nonostante le difficoltà negli studi, Catone li viveva molto seriamente e laboriosamente, ascoltando ed obbedendo sempre agli insegnamenti del suo saggio e comprensivo tutore, l'anziano Sarpedonte.
Durante questo periodo, gli alleati italici di Roma facevano di tutto per ottenere la cittadinanza romana, il che preoccupava non poco i militari e i senatori romani. Il condottiero marso Quinto Poppedio Silone, che alloggiava allora nella casa di Livio Druso, incitava il piccolo e suo fratello a prendere parte, una volta diventati uomini, alla battaglia per la cittadinanza:
"Orsù, fate in modo che in favore nostro preghiate lo zio ad adoperarsi per i nostri diritti."
Il fratello di Catone, Cepione, accettò sorridendo, mentre Catone rimase in silenzio a guardare Silone e gli altri ospiti con disprezzo, quindi Silone lo afferrò da terra e lo avvicinò alla finestra, minacciando che l'avrebbe ucciso facendolo cadere da lì, ma Catone continuò a non dire niente. Silone, resosi conto che il ragazzo non aveva nessuna paura, lo rimise giù e disse:
"Quale fortuna per l'Italia che questi è un fanciullo; poiché se fosse stato adulto credo che neppure un voto ci sarebbe stato per noi nell'assemblea popolare".

### Carriera politica
Nel 72 a.C. Catone combatté come volontario nella terza guerra servile contro Spartaco. Nel 67 a.C. venne nominato tribuno militare in Macedonia e legato di Pompeo per la guerra contro i pirati. Fu questore nel 64 a.C. e tribuno della plebe nel 62 a.C. Essendo tribuno designato, nel 63 a.C. ottenne dal senato la condanna a morte per alcuni seguaci di Catilina (pena che sarà poi eseguita dall'allora console Cicerone), in opposizione a Cesare, che proponeva pene più miti. Quindi fu questore e propretore tra il 58 a.C. e il 56 a.C., con l'incarico di ridurre a provincia romana l'isola di Cipro sottratta all'Egitto, pretore nel 54 a.C.. Intorno al 49 a.C. lo troviamo in Sicilia, non si sa bene se col grado di questore o di propretore. Poco portato al compromesso e indifferente agli interessi dei compagni di partito, quello degli optimates, conobbe anche l'insuccesso elettorale, nel 55 a.C., anno in cui si era candidato per la carica di pretore. Oltre che da Seneca, questo particolare ci viene riferito da Petronio Arbitro che considera tale bocciatura cosa disonorevole non per Catone, ma per il popolo romano.
Nell'esercizio delle sue funzioni, si oppose all'illegalità, dichiarandosi custode del mos maiorum e delle istituzioni repubblicane, attaccando chiunque non si muovesse entro quei limiti. Uniformò tutta la sua vita ai precetti dello Stoicismo, mostrando grande intransigenza nei confronti di potenti autocrati e dei più spregiudicati mestieranti della politica del tempo, non facendosi per nulla intimorire da minacce palesi contro la sua incolumità.

### Contro i futuri Triumviri
Si scagliò, infatti, contro Gneo Pompeo Magno (106-48 a.C.), il conquistatore della provincia d'Oriente (65-62 a.C.), al quale, opponendosi coi suoi seguaci in senato, negò il trionfo, le terre che Pompeo stesso chiedeva per ricompensare i suoi veterani e il riconoscimento della sistemazione che egli aveva dato ai territori sottomessi. Pompeo infatti, nel conquistare i territori della suddetta nuova provincia era andato oltre il suo mandato, violando la legge che prevedeva l'intervento del senato ove un governatore di provincia si fosse spinto oltre i limiti territoriali di sua competenza: Pompeo, nelle intenzioni di Catone, avrebbe dovuto rispondere all'accusa di interesse privato nella sistemazione territoriale, nella nomina di suoi clienti in posti chiave della provincia e al mantenimento, ai confini, di re e governanti che molto probabilmente avevano sborsato ingenti somme per essere mantenuti o posti sul trono.
Si oppose anche a Marco Licinio Crasso, (il vincitore della rivolta servile del 73 a.C., guidata da Spartaco e terminata, nel 71 a.C., con la crocifissione di 6000 schiavi lungo la via Appia) che chiedeva per i suoi amici, appartenenti all'ordine equestre, una parziale restituzione di somme, da costoro versate e già incamerate dall'erario, relative e conseguenti all'aggiudicazione delle gare d'appalto per la riscossione delle tasse nella provincia d'Oriente; anche in questo caso l'opposizione di Catone non lasciò spazio a ulteriori discussioni: le trattative si erano svolte regolarmente secondo contratti letti, accettati e sottoscritti dagli interessati; si accontentassero gli appaltatori delle imposte di guadagnare un po' meno.

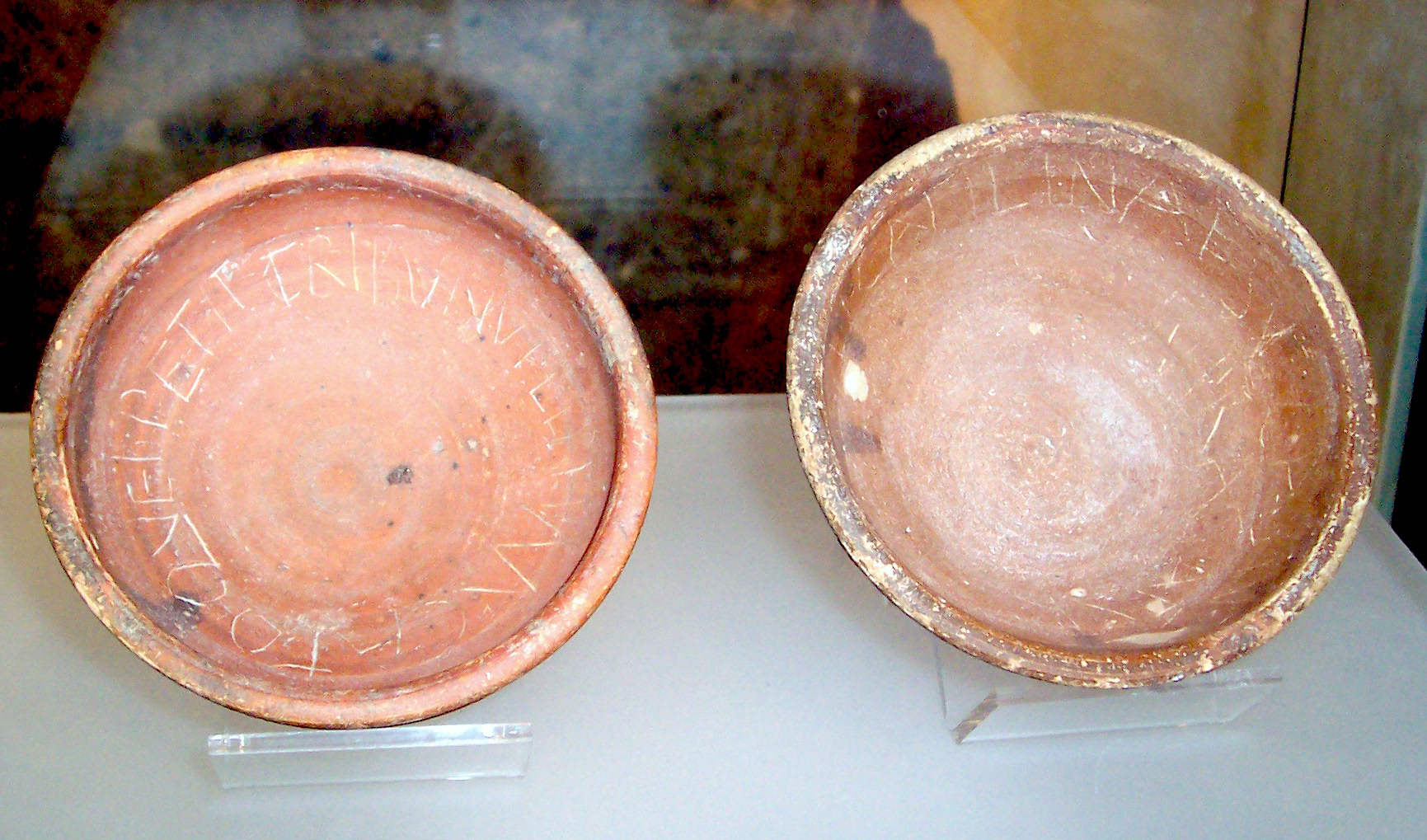
Coppe di propaganda politica di Catone e Catilina.

Non meno violenta fu l'opposizione di Catone a Gaio Giulio Cesare, (rinfocolata da animosità personali, se vogliamo credere ai pettegolezzi riferiti da Sallustio) sia quando questi proponeva, contro i congiurati che avevano fiancheggiato (63-62 a.C.) Lucio Sergio Catilina, pene alternative a quella di morte, proposta invece con vigore da Marco Tullio Cicerone e dallo stesso Catone, sia quando chiedeva, contestualmente al trionfo per le imprese di Gallia, la rielezione a console per l'anno successivo. Prassi voleva, rispose Catone, che il consolato non si potesse chiedere in absentia e che il trionfo si potesse celebrare dopo che il comandante avesse congedato le proprie milizie: rimproverava inoltre a Cesare l'essersi arricchito in Gallia a tal punto da poter pagare ingenti somme per saldare i debiti dei suoi tanti amici e fiancheggiatori, residenti in Roma: Catone, inoltre, voleva che Cesare deponesse la carica che deteneva da otto anni illegalmente, rientrando in Roma da privato cittadino. Su quest'atteggiamento ostile verso Cesare non si sa se e quanto avrà potuto influire la lunghissima relazione extraconiugale tra il conquistatore delle Gallie e Servilia, sorellastra dell'Uticense: di certo almeno in un'occasione l'Uticense ne rimase irritatissimo.
Con Cesare diventavano tre gli scontentati, rappresentanti della fazione dei populares: a questo punto i tre, Pompeo, Crasso e Cesare, umiliati da Catone, decidono di stringere un patto di mutua alleanza, il cosiddetto primo triumvirato, per impossessarsi del potere. In più di un'occasione Cicerone addebiterà all'Uticense la responsabilità d'aver rotto, col suo rigido atteggiamento, da stoico intransigente, la concordia ordinum, ossia quel delicato equilibrio su cui si reggeva, ma ancora per poco, il vecchio sistema repubblicano.

### La svolta pompeiana
Soltanto quando, morto Crasso nella battaglia di Carre contro i Parti (53 a.C.), tra Cesare e Pompeo cominciano a manifestarsi gelosie e reciproci sospetti, Catone, in un estremo tentativo di difendere le istituzioni repubblicane, si avvicinò a Pompeo, che nel frattempo strizzava l'occhio agli optimates in funzione anticesariana: intanto Cesare, il conquistatore delle Gallie, varca il Rubicone, puntando con le sue legioni su Roma: Pompeo, il senato romano e i catoniani abbandonano la città, sperando di ricongiungersi alle legioni anticesariane delle province. Gli eventi precipitano, portando allo scontro tra Cesare e Pompeo, e quando quest'ultimo, in fuga, dopo la battaglia di Farsalo (48 a.C.), viene ucciso a tradimento in Egitto, per ordine del quattordicenne faraone Tolomeo XIII, fratello di Cleopatra, per Catone e i suoi seguaci, incalzati dalle legioni di Cesare, non rimane che tentare un'estrema resistenza nelle Province. La più sicura di esse era la Numidia, governata all'epoca dal re Giuba I, anticesariano e protettore dei catoniani, già distintosi per aver inferto gravi sconfitte all'avversario, ma prossimo anche lui alla capitolazione, avvenuta nella battaglia di Tapso, e al suicidio (46 a.C.). Le milizie cesariane puntano ora su Utica, dove sono arroccati i Catoniani e dove si consuma l'estremo sacrificio di Catone.

### Vita privata
Catone ebbe due mogli. La prima fu Atilia, figlia di Caio Atilio Serranus, sposata nel 73 a.C., da cui ebbe il figlio Marco, morto a Filippi nel 42 a.C., e la figlia Porcia, che sposò Bruto. Da Atilia, Catone divorziò nel 63 a.C. per adulterio.
La seconda moglie di Catone fu Marzia, che venne da questo "data in prestito" a Quinto Ortensio. Dopo la scomparsa di questo secondo marito ella però tornò dal primo, divenendo un simbolo di fedeltà coniugale, citato da numerosi autori, da Lucano a Dante Alighieri.

### La fine

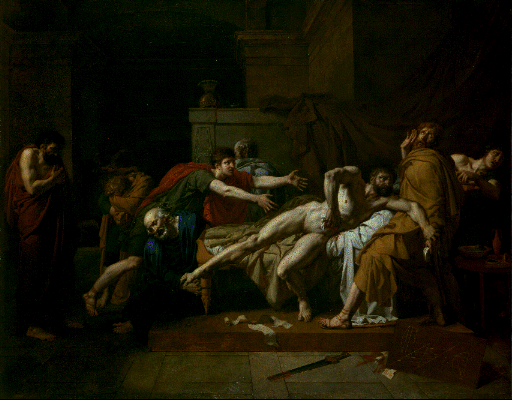
La morte di Catone, nell'interpretazione dell'artista francese Pierre Bouillon, 1797 ca.

Morto Pompeo, Catone raggiunse Utica con un contingente forte di ben diecimila legionari, con i quali era riuscito a percorrere ben 2253 km (da Arsinoe in Cirenaica a Utica) in condizioni estreme e in poco meno di quattro mesi. A Utica i suoi fautori, in un primo tempo decisi a difendersi con il favore degli abitanti, si perdettero d'animo e cominciarono a parlare di arrendersi a Cesare.
Catone non voleva abbassarsi a chiedere grazia; perciò diede a coloro che volevano partire i mezzi per il viaggio, pranzò con tranquillità, trascorse le ultime ore in discussioni filosofiche e nella lettura di alcuni passi del Fedone di Platone, ovvero il libro che parla della sopravvivenza dell'anima dopo la morte, poi si trafisse con la spada il ventre dopo aver letto il libro per l'intera nottata, esclamando: «Virtù, non sei che una parola».
Accorsi, i suoi amici gli fasciarono la ferita, ma egli, strappate le bende, volle morire infierendo nervosamente contro i suoi visceri. Per lui, stoico, la morte non era un male ma uno strumento di liberazione, dal momento che ogni altra via era preclusa. È per questo che Dante nel Purgatorio lo sceglie, pur suicida, come esempio di libero arbitrio, dono di Dio.
Si disse che Cesare avesse parole di ammirazione per questo suo ostinato avversario; ma quando Cicerone, Bruto e Fabio Gallo scrissero per esaltare la virtù e la preveggenza di Catone, Cesare rispose con gli Anticatones, due libelli polemici diretti a confutare l'esaltazione dell'Uticense, presentato dai suoi amici come martire della libertà repubblicana, dal tono volutamente denigratorio (anche in base a motivi di rancore personale poiché una figlia di Catone, Porcia, era appena diventata moglie di Bruto suscitando scandalo).

## Opere letterarie

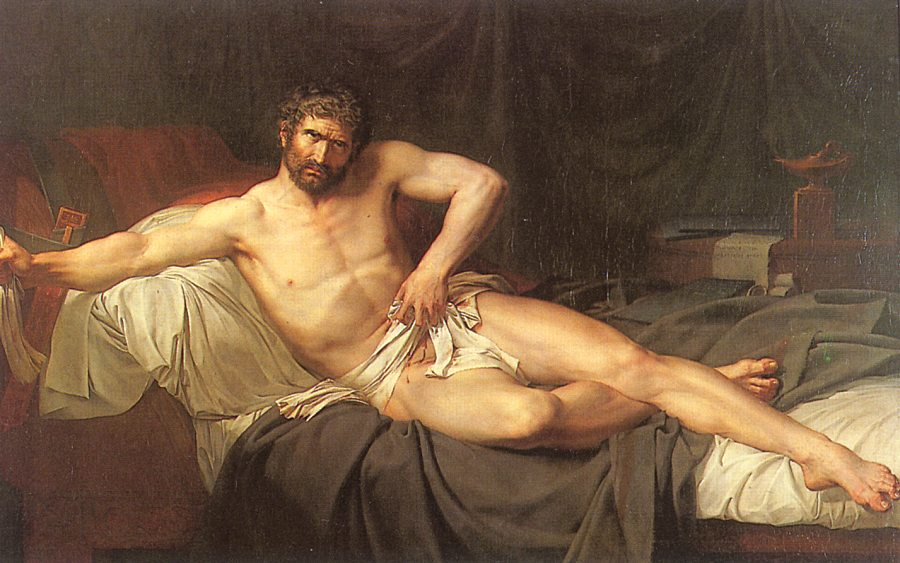
La morte di Catone l'Uticense, nell'opera di Guillaume Guillon Lethière, 1795, San Pietroburgo, Ermitage.

Alla morte di Catone, vennero pubblicate parecchie opere commemorative, andate perdute, compreso il già
citato Anticato (= Contro Catone), scritto da Cesare in chiave ironica, per svilirne l'operato e il ricordo. Del medesimo tenore, com'è dato capire da un passo di Svetonio, è verosimile che fossero i rescripta Bruto de Catone (=risposte a Bruto su Catone) dell'imperatore Augusto.
Può quindi desumersi che la figura di Catone Uticense assunse, già fin dagli anni immediatamente successivi alla sua morte, le proporzioni di un simbolo, prima nazionale, poi universale.

### Letteratura classica
Fonte principale su Catone Uticense è la biografia di Plutarco nelle Vite parallele che accentua i caratteri politici della sua figura e che sarà il modello delle elaborazioni moderne del personaggio. Sulla sua azione politica abbiamo notizie, soprattutto da Cicerone (Epistolario) e da Sallustio (Bellum Catilinae), suoi contemporanei tra i più noti.
L'azione politica e le imprese di Catone sono state anche oggetto di trasposizione poetica da parte di Lucano, nella sua Pharsalia o dir che si voglia Bellum civile che pone l'accento sulla sua integrità morale e sulla sua eroica fedeltà ad un ideale di libertà politica difesa fino alla morte.
Lusinghieri i giudizi sulla onestà, dirittura morale, fermezza d'opinione e coraggio messi in atto per la difesa della legalità che si leggono in autori di ogni epoca, quali Livio, (com'è dato supporre dalle periochae, riassunto della sua monumentale opera), Valerio Massimo, Seneca, Tacito, Marziale, Quintiliano, Publio Papinio Stazio per parlare dei più noti. In particolare il nome di Catone ricorre spesso in un'opera storica, per certi aspetti singolare, meglio conosciuta come Historia Augusta (HA), serie di biografie imperiali da Adriano a Numeriano (dal 117 al 284): esso viene evocato per elogiare imperatori "liberali", sotto i quali, dice l'autore (o dicono gli autori, cf. il libro di S. Mazzarino appresso indicato) "sarebbe stato felice di vivere persino Catone"; era il massimo elogio che si potesse tributare ad un imperatore.

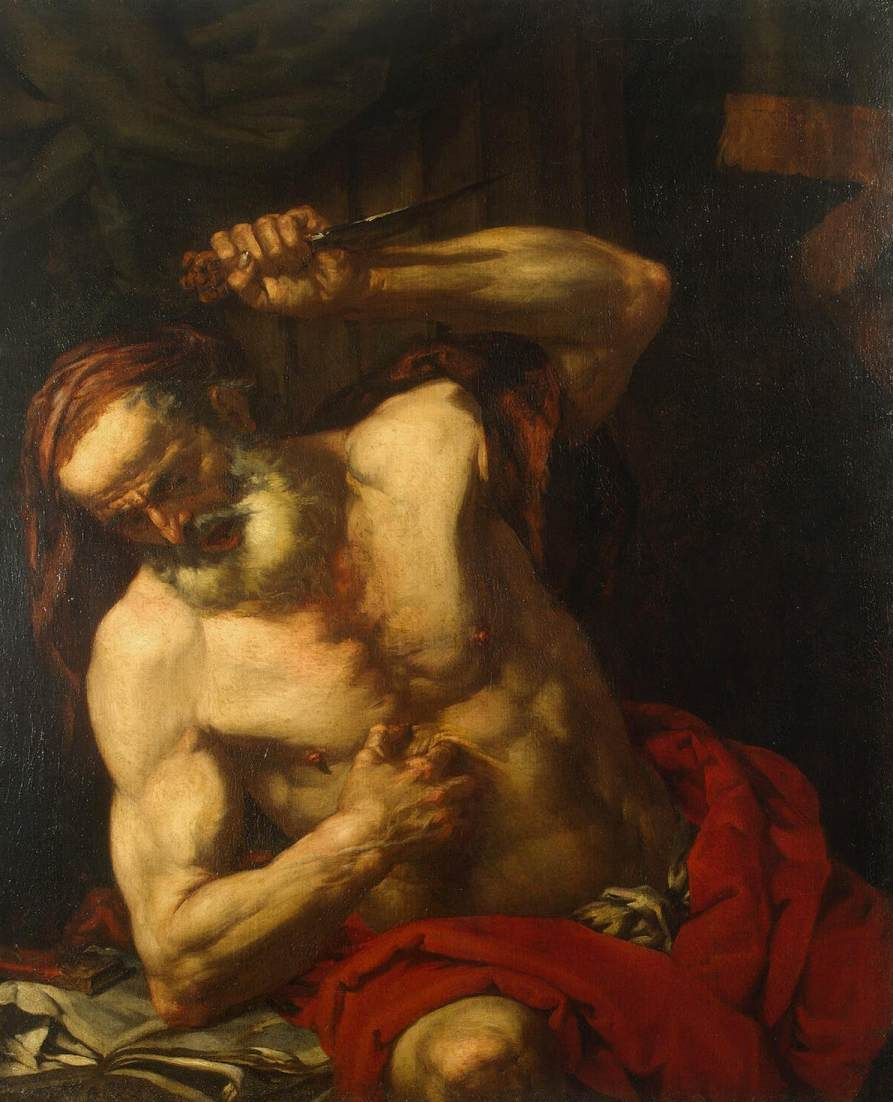
Catone, di Giovanni Battista Langetti, 1660-1680, Ermitage, San Pietroburgo.

Giudizi sull'Uticense si leggono anche in molti autori di letteratura latina cristiana: interessante è la posizione di Sant'Agostino che avanza più di un dubbio sulla coerenza dell'Uticense (cf. De civitate Dei, 1,21), dandone un giudizio negativo.

## Fortuna letteraria e nell'arte
L'Uticense viene comunemente considerato come un grande politico, molto capace, ma soprattutto, un uomo che non avrebbe mai abbandonato la propria libertà politica. Piuttosto di essere catturato e arrestato, preferiva la morte per mano propria, infierendo addirittura contro il suo corpo mentre moriva. È certamente il massimo simbolo della libertà sociale, di pensiero e politica in assoluto, fatto ripreso da Dante Alighieri nel Purgatorio, Canto I, ponendolo non fra i suicidi, ma a guardia del Purgatorio.
(Dante Alighieri, Purgatorio, Canto I vv 70-75)
In epoca medioevale l'Uticense ha quindi una notevole importanza, come personaggio di primo piano, nella Divina Commedia; egli, simbolo di rettitudine morale e di martire per la libertà viene, infatti, posto, da Dante, a custodia del Purgatorio, dove giacciono le anime che devono espiare le proprie colpe prima di poter salire al cielo. Tuttavia, nella stessa epoca, influenzati dalla posizione già detta di Sant'Agostino, valutano, fra gli altri, negativamente l'estremo gesto di Catone: Tommaso d'Aquino, Remigio dei Girolami, fra' Tolomeo da Lucca, Enrico di Gand, Vincenzo di Beauvais e nella stessa scia si colloca anche Francesco Petrarca.
La tragica fine dell'Uticense ha ispirato artisti di varie epoche, tra i quali vanno segnalati: Pietro Metastasio, per il suo melodramma Catone in Utica, i tragediografi Joseph Addison e Johann Gottsched, rispettivamente per Cato e Catone morente, i pittori Guercino, Guillaume Lethière, Giovan Battista Langetti. Di ottima fattura e inneggianti al tema della libertas si conservano monete, che circolarono in epoca romana, con la legenda M. P. Cato e la relativa indicazione della carica al momento ricoperta.
Statue e busti marmorei o di bronzo raffiguranti l'Uticense sono custoditi nei più importanti musei della romanità. Nel XVIII secolo, nei pressi di Frascati, sul versante di Monte Porzio Catone, sono stati rinvenuti ruderi di una villa romana che gli archeologi, confortati dall'autorevole parere del Winckelmann, sostengono essere appartenuta all'Uticense. La moralità di Catone e il suo atto estremo sono stati e continuano ad essere oggetto di appassionati studi e dibattiti.